# Vörhenyes tigrisgém
A vörhenyes tigrisgém (Tigrisoma lineatum) a madarak (Aves) osztályának a gödényalakúak (Pelecaniformes) rendjébe, ezen belül a gémfélék (Ardeidae) családjába tartozó faj.

## Előfordulása
Hondurastól, Paraguayig, Brazílián keresztül, Argentína északi részéig terjed. Lassú folyású vizek, mocsarak, mangroveerdők lakója.

## Alfajai
- Tigrisoma mexicanum lineatum
- Tigrisoma mexicanum marmoratum

## Megjelenése
Testhossza 75 centiméter. Vaskos csőre sárgásvörös, hosszú lába zöld. Feje és nyaka vörös, tollazata sötét színű, világosabb csíkokkal, innen kapta nevét is. A fák között kiváló rejtőszín. Nemek hasonlóak.
|  |

## Életmódja
Nappal a fák között bujkál, éjszaka vadászik, rákokból és rovarokból álló táplálékára. Sekély vizekben lesből támad.
Állandó, nem vonuló madár.

## Szaporodása
Fákra építi fészkét.